# イースタン・カーライナー

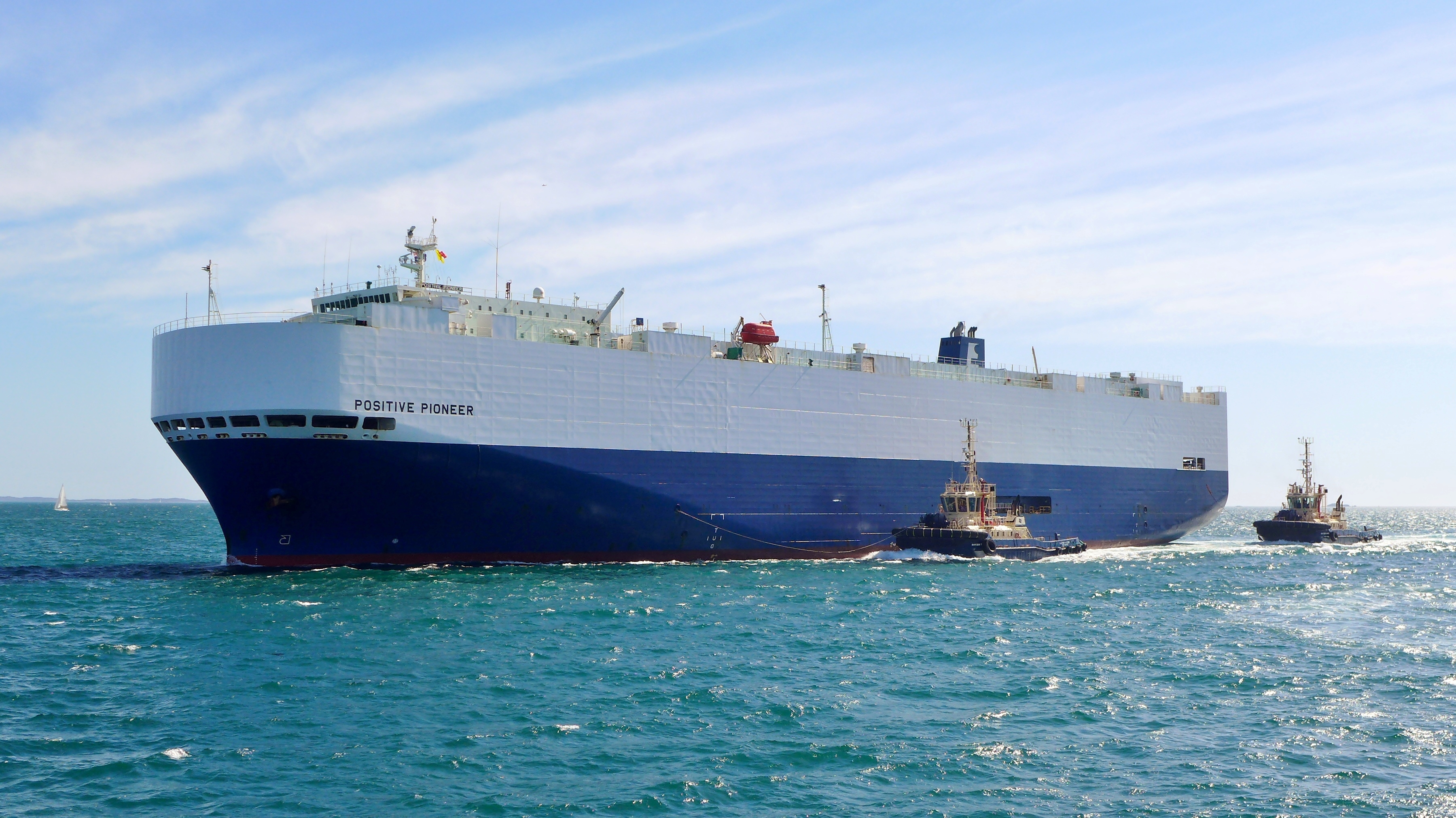
Positive Pioneer

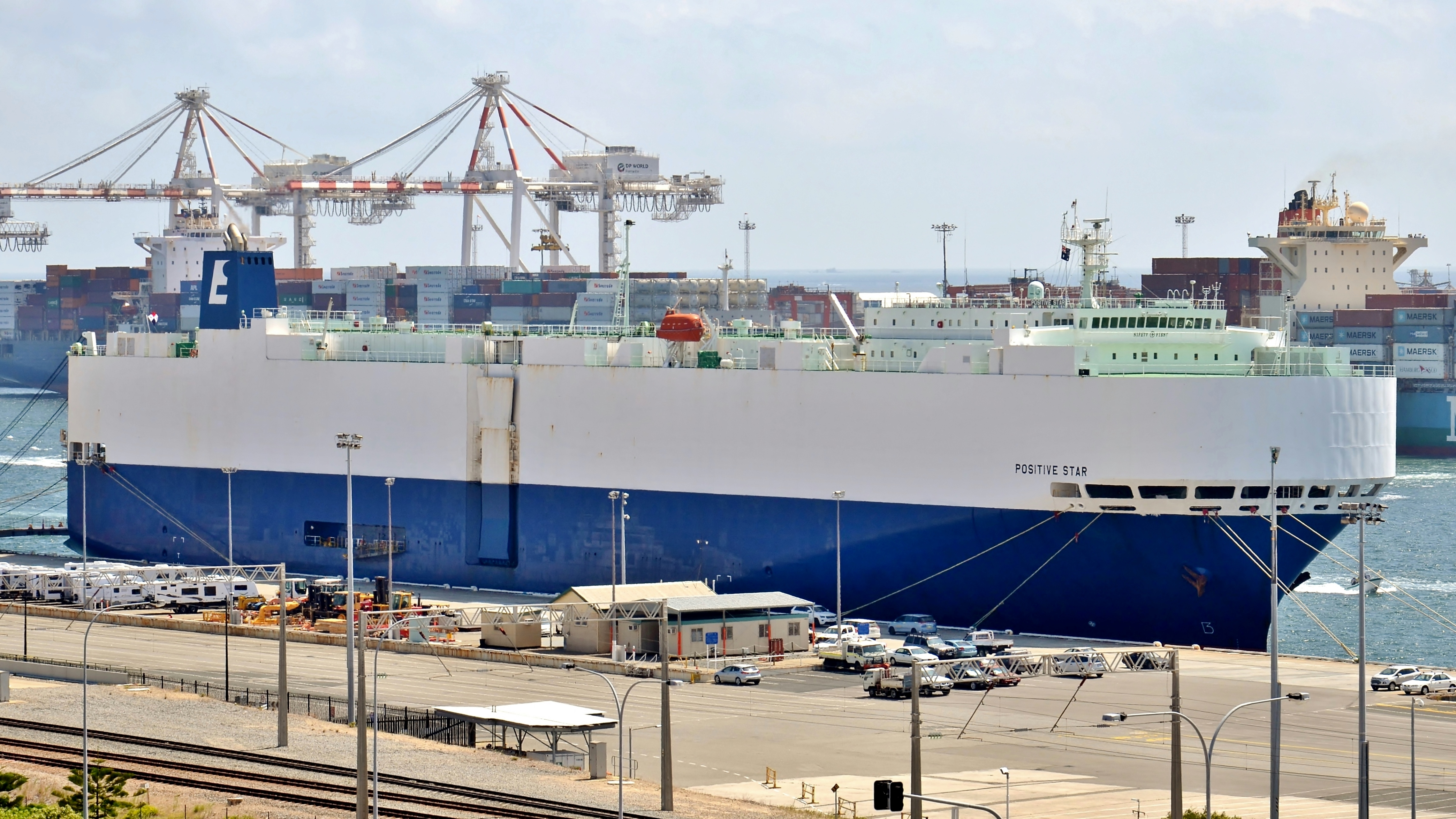
Positive Star

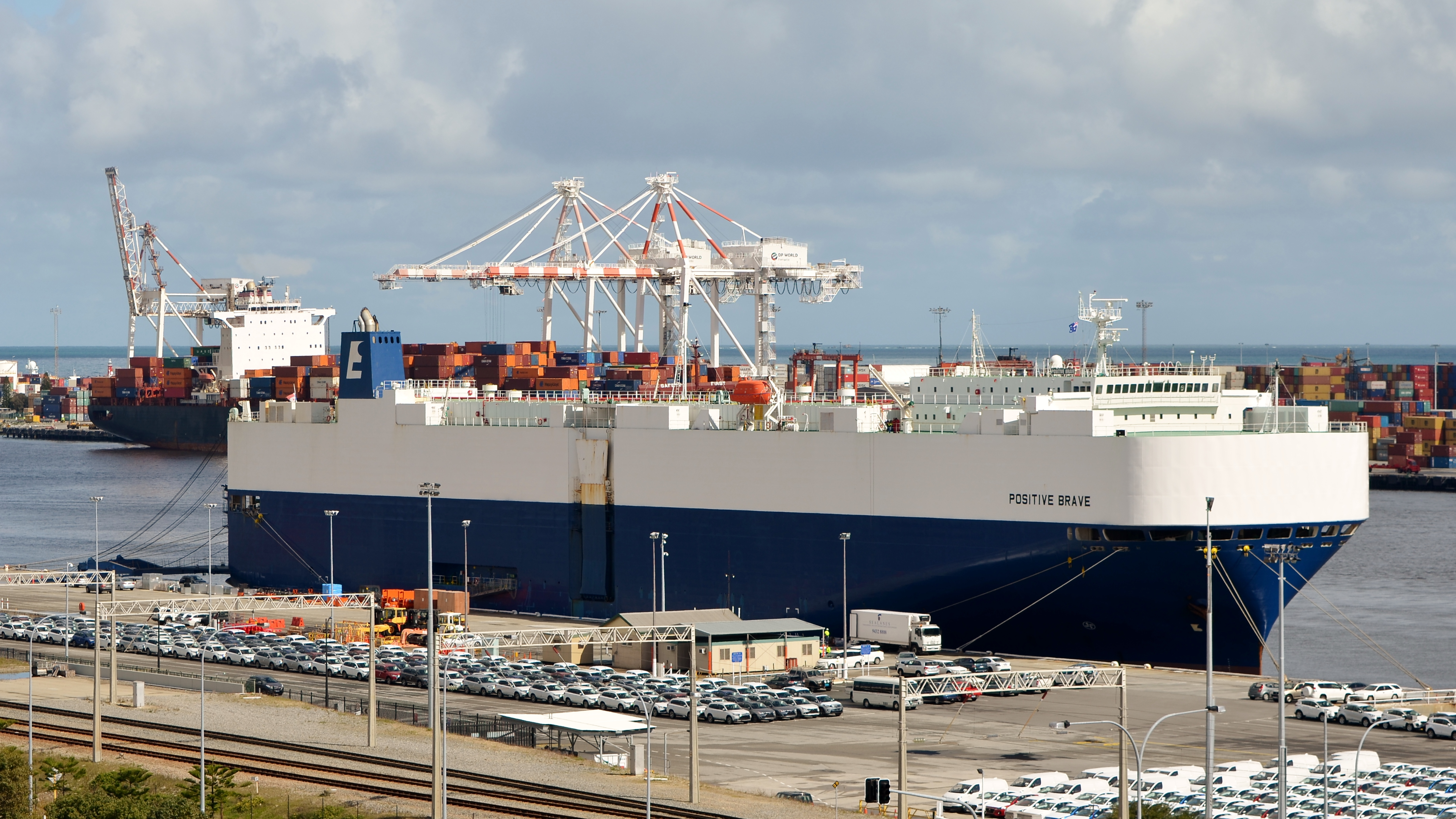
Positive Brave(現:Malaysia Brave）

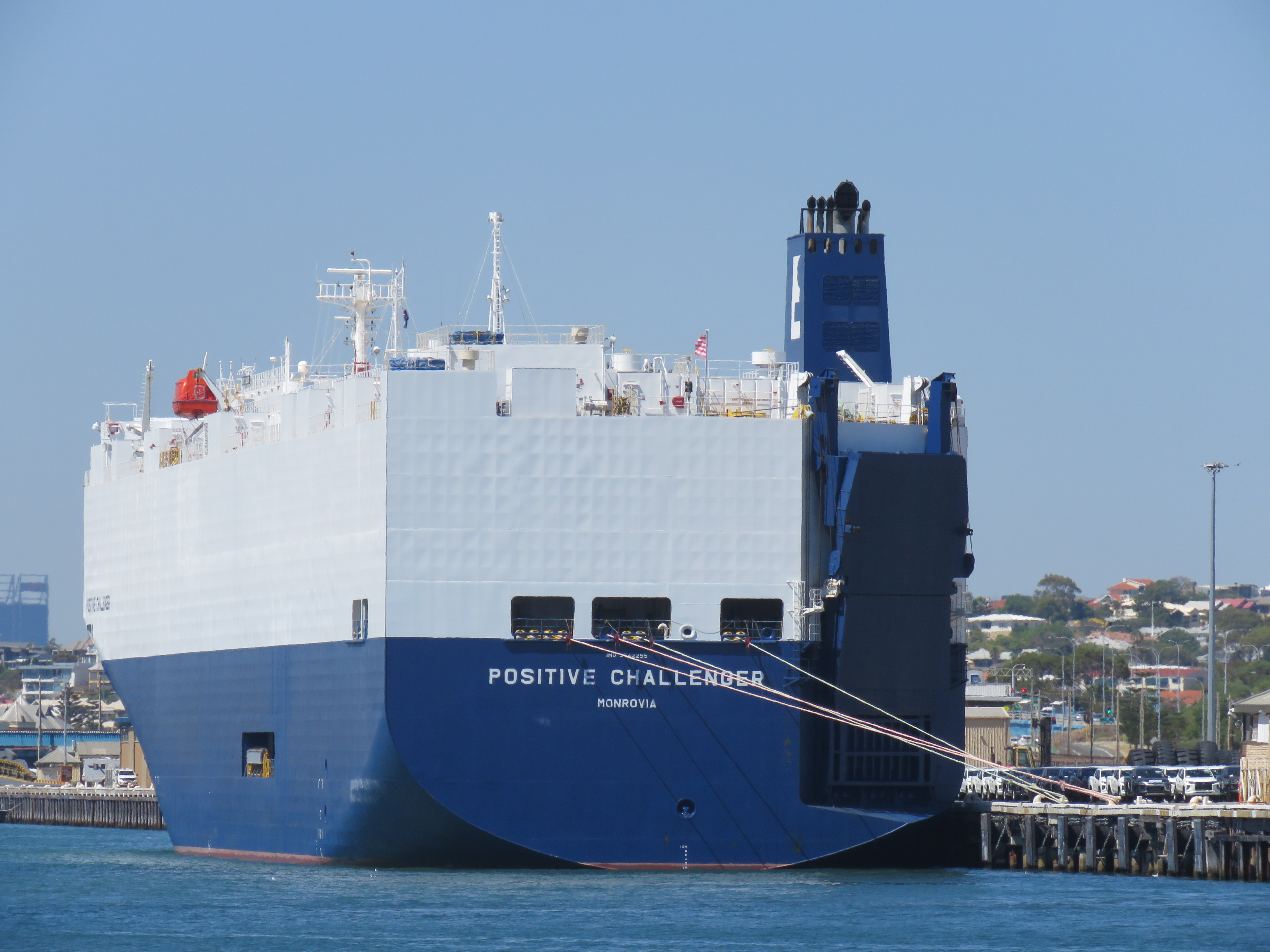
Positive Challenger

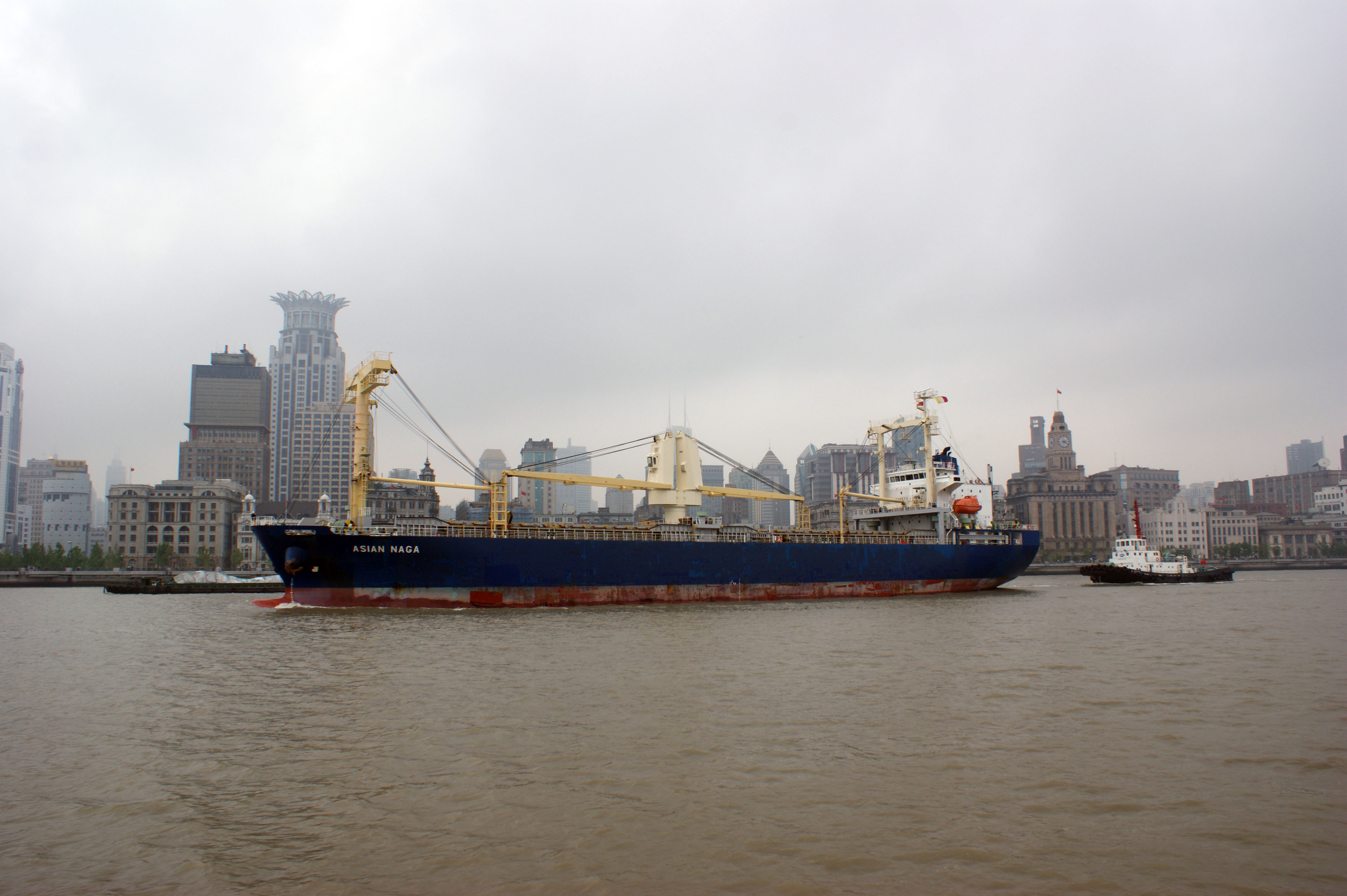
Asian Naga

イースタン・カーライナー株式会社（英: EASTERN CAR LINER, LTD.）は、東京都品川区に本社を置く日本の海運会社である。通称ECL（イーシーエル）と呼ばれる場合もある。

## 概要
1977年5月11日設立。設立時は社員8名、資本金1,000万円。日産プリンス海運（現・プリンス海運）の長手繁雄及び高井太郎により設立。設立の背景としては日系自動車メーカーの東南アジア向け自動車輸送を担っていた日勢海運が倒産し、同社の日産自動車の東南アジア向け輸送を引き受ける目的であった。
東南アジア、東アジア、中東、北米、豪州への海上輸送サービスが中心である。輸送貨物は多岐にわたり、自動車のみならず、重車両、建設機械、プラント、電車、鋼材、PKS（ヤシ殻。バイオマス燃料）、バルク貨物といった多種多様な貨物を自動車専用船及び在来船、多目的船を用いて海上輸送を行っている。
船舶のファンネルマークは青地に白の「E」。
国内外のグループ企業において、ターミナル事業やフォワーダー事業、内陸輸送事業、倉庫事業を行う総合物流企業であり、様々な顧客のニーズに応えるべく日本の主要港のみならず、シンガポール、マレーシア、香港、インドネシア、タイ、インド、中国、韓国、ミャンマー、ベトナム、アメリカにて現地法人を展開している

近年、異業種に対するM&Aを実行し、事業を拡大している。
- トライスポーツ（2022年：自転車部品の卸売業）
- 日東梱包資材（2024年：梱包業、梱包資材の卸売業）
- エアロファシリティー（2025年：航空機販売業、ヘリポート建設業）

## 沿革
- 1977年（昭和52年）5月11日 - 設立。
- 1980年（昭和55年）
  - 5月 - シンガポールにて駐在員事務所を開設。その後、1987年9月に現地法人のECL (SINGAPORE) PTE LTD.を設立。
- 1984年（昭和59年）
  - 商船三井が資本参加、日産自動車ほか東南アジア向け車両輸送の商権を承継 。
- 1986年（昭和61年）
  - 3月 - マレーシアにてECL (MALAYSIA) SDN. BHD.を設立。現在はクアラルンプール証券取引所に上場するHarbour-link Groupとの合弁事業体として活動。
- 1988年（昭和63年）
  - 8月 - インドネシアにてジャカルタ駐在員事務所開設。その後、2005年6月に現地法人のPT. ECL LOGISTICS INDONESIA.を設立。
  - 香港にて駐在員事務所を開設。その後、1989年5月に現地法人のECL(HONG KONG)LTD.を設立。
- 1993年（平成5年）
  - 5月 - タイにてバンコク駐在員事務所開設。その後、1997年9月に現地法人のSIAM ECL CO.,LTD.を設立。
  - 8月 - 中国にて大連駐在員事務所開設。以降、天津、青島、北京、広州、瀋陽へ駐在員事務所を開設。その後、2000年9月に現地法人のECL(CHINA) SHIPPING, LTD.を設立。
- 1994年（平成6年）
  - 2月 - フィリピンにてマニラ駐在員事務所開設。
- 1997年（平成9年）
  - 6月 - アメリカにてEASTERN CAR LINER (AMERICAS) INC.を設立
- 2000年（平成12年）
  - 5月 - 中東向け輸送サービス開始。
  - 本社事務所を天王洲アイルへ移転。
- 2002年（平成14年）
  - 6月 - シンガポールにてASEAN、ベンガル湾、インド域の三国間の貨物需要に応えるべく外航船社EVERETT ASIA LINE PTE. LTD.を設立。
- 2003年（平成15年）
  - 12月 - 中国にてDALIAN HARBOUR ECL LOGISTICS CO., LTD.(zh:辽港股份グループ)へ資本参画。
- 2005年（平成17年）
  - 3月 - 韓国にてソウル駐在員事務所開設。その後、2007年4月に現地法人のEASTERN CAR LINER KOREA, LTD.を設立
- 2006年（平成18年）
  - 9月 - インドにてECL PUYVAST (INDIA) PRIVATE LIMITEDを設立
- 2011年（平成23年）
  - 2月 - 東陽倉庫と共に株式会社優和シッピングへ資本参画。
  - 4月 - ECLエージェンシーにて自動車ターミナル事業を開始。
  - 5月 - マレーシア内航輸送サービス開始。
- 2012年（平成24年）
  - 10月 - ミャンマーにてECL MYANMAR CO., LTD.を設立。
- 2013年（平成25年）
  - 3月 - 香港にて中国発の自動車、トラック、建設機械の三国間輸送の需要に応えるべく外航船社NETWORK CROSS TRADE LINE., LTDを設立。
  - 8月 - 日本にてECLシップマネージメント株式会社を設立。保有船舶の自社管理を開始。
- 2015年（平成27年）
  - 6月 - 株式会社優和シッピングの過半数を取得し子会社化。
  - 8月 - ベトナムにてホーチミン駐在員事務所開設。その後、2018年10月に現地法人のECL SHIPPING (VIETNAM) CORPORATION設立。
- 2017年（平成29年）
  - 4月 - 北西豪州向け輸送サービス開始[5]。
- 2018年（平成30年）
  - 4月 - マレーシアの郵便事業を担うen:Pos Malaysiaのグループ企業であるPos logistics Berhadとの合弁事業体としてREGIONAL CAR LINER SDN.BHD.を設立。マレーシアにおける内航輸送サービスを拡大[6]。
  - 商船三井が資本離脱、NPHホールディングスが筆頭株主へ。
- 2020年（令和2年）
  - 2月 - 日本にてen:Hyundai Glovisの総代理店としてGアライアンスシッピング株式会社を設立。
- 2022年（令和4年）
  - 3月 - NPHホールディングスが株式の過半数を取得し、同社の子会社となる。
  - 11月 - 日本にて自転車部品の輸入販売を手掛ける有限会社ティ・エヌ・インターナショナル（現・株式会社トライスポーツ)を買収し、100%子会社化。
- 2024年（令和6年）
  - 12月 - 日本にて精密測定機器メーカーの梱包を手掛ける日東梱包資材株式会社を買収し、100%子会社化。
- 2025年（令和7年）
  - 1月 - 日本にて航空機・装備品販売事業及びヘリポート建設事業を手掛けるエアロファシリティー株式会社を買収し、100%子会社化。
  - 7月 - 日本にて辰巳商会グループの玄海汽船株式会社と共に内航海運事業を担う事業体として皆我海運株式会社を設立。

## グループ企業
【国内子会社】
- ECLエージェンシー株式会社
- 株式会社優和シッピング
- Gアライアンスシッピング株式会社
- ECLシップマネージメント株式会社
- 株式会社トライスポーツ
- 日東梱包資材株式会社
- エアロファシリティー株式会社
- 皆我海運株式会社

【海外子会社】
- ECL (SINGAPORE) PTE LTD.
- EVERETT ASIA LINE PTE. LTD.
- NETWORK CROSS TRADE LINE., LTD
- ECL (MALAYSIA) SDN. BHD.
- ECL(CHINA) SHIPPING, LTD.
- ECL(HONG KONG)LTD.
- PT. ECL LOGISTICS INDONESIA.
- ECL PUYVAST (INDIA) PRIVATE LIMITED
- EASTERN CAR LINER (AMERICAS) INC.
- SIAM ECL CO.,LTD.
- SIAM PATTANA MARITIME CO. LTD.
- EASTERN CAR LINER KOREA, LTD.
- ECL MYANMAR CO., LTD.
- ECL SHIPPING (VIETNAM) CORPORATION
- HKK JAYA SDN.BHD.
- REGIONAL CAR LINER SDN.BHD.
- POSEIDON AUTOLINERS SDN.BHD.

【関連会社】
- DALIAN HARBOUR ECL LOGISTICS CO., LTD.